# EA Sports Active 2.0
EA Sports Active 2.0 es un videojuego de ejercicio lanzado por EA Vancouver. Fue lanzado el 16 de noviembre de 2010 en Norteamérica y el 19 de noviembre del mismo año en Europa, ambos para las consolas Xbox 360, PlayStation 3 y la Wii. Este juego hace uso del Kinect de la Xbox 360. Es el sucesor del EA Sports Active, que fue lanzado en 2009.